# Karel Wilfert mladší
Karel Wilfert mladší, ook wel bekend als Karl Josef Wilfert en Josef Karel Wilfert (Duits: Karl Wilfert der Jüngere - Cheb, 17 februari 1879 – aldaar, 17 januari 1932) was een Duits-Boheems beeldhouwer. Zijn stijl was te classificeren als jugendstil en realisme. Hij werkte vooral in Praag en Cheb.

## Leven en werk

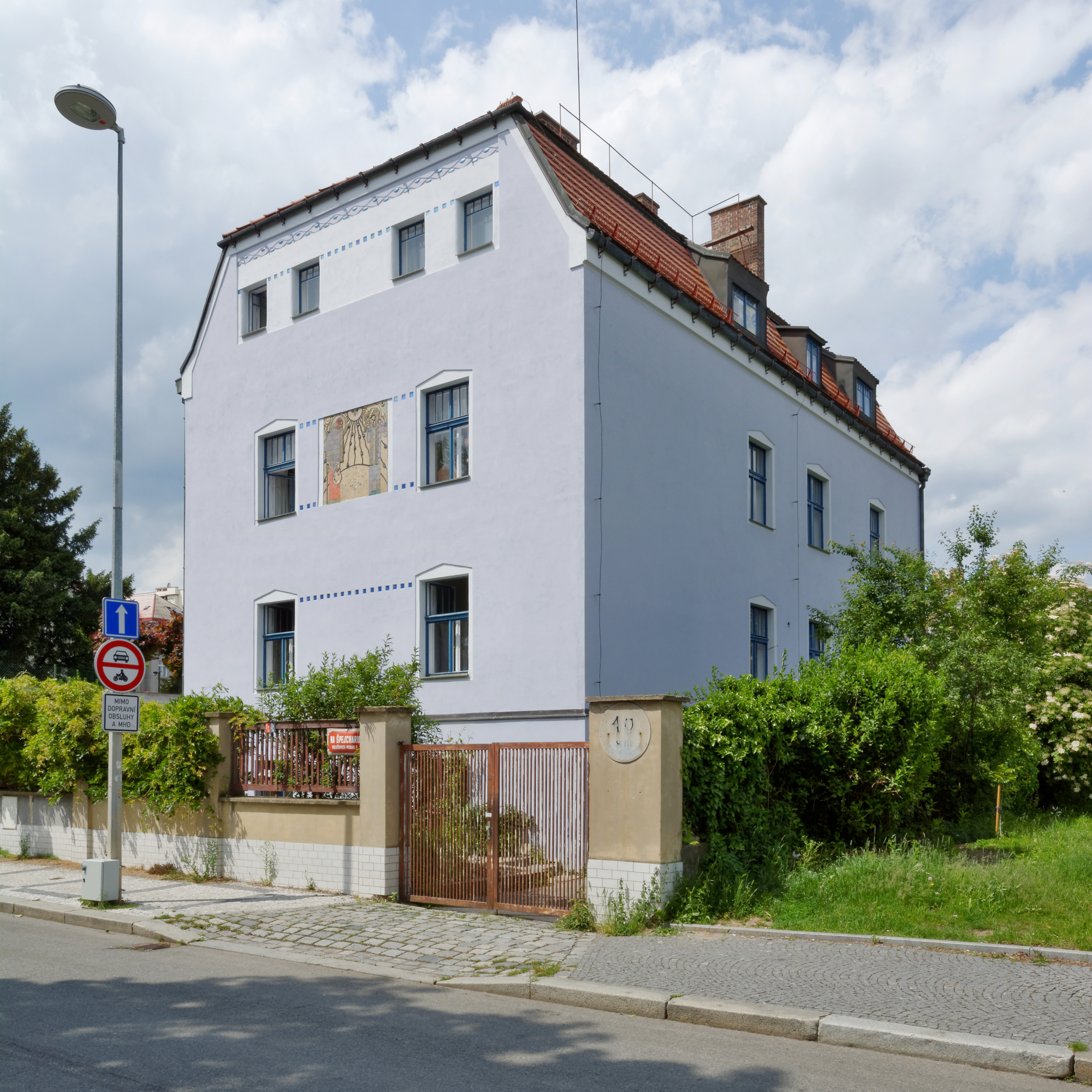
Het Blauwe Huis

Wilfert was de zoon van beeldhouwer Karl Wilfert starší (1847-1916), in wiens werkplaats hij als kind het beroep aanleerde. Op 14-jarige leeftijd reisde hij af naar Praag, aanvankelijk om beeldhouwkunst te studeren aan de Academie voor Kunst, Architectuur en Ontwerp onder Stanislav Sucharda (1866-1916). Van 1895 tot 1901 vervolgde hij zijn studie aan de Academie voor Schone Kunsten aldaar onder Josef Václav Myslbek (1848-1922). Tijdens zijn studie ontving hij de eerste en tweede staatsprijs voor zijn werken. Hij ging op verschillende studiereizen naar Italië, Frankrijk en Spanje en woonde enkele jaren in Feldafing in Beieren.
Vanaf 1904 woonde Wilfert in de Praagse wijk Bubeneč op het adres Jana Zajíce 216/29. Architect Josef Zasche bouwde een villa voor hem in Praag, die hij wilde gebruiken als woonhuis en kunstschool, het zogenaamde Blauwe Huis in Holešovice op het adres Na Špejcharu 291/3. Van 1908 tot en met 1909 gaf hij les vanuit zijn woning; daarna verkocht hij de villa aan Richard Teschner en keerde terug naar Cheb. Hij werd lid van de Metznerbund, Kunstverein für Böhmen en was daarnaast van 1906 tot 1908 voorzitter van de Vereniging van Duitse Kunstenaars in Bohemen.

## Bewaarde werken
Zijn bekendste werken zijn:
| Jaar | Werk                                                                            | Locatie                                                     | Opmerkingen                              |
| ---- | ------------------------------------------------------------------------------- | ----------------------------------------------------------- | ---------------------------------------- |
| 1904 | Gevelversiering op voormalige spaarbank                                         | Aš                                                          | samen met Adolf Mayerl                   |
| 1905 | Monument voor Clara Nonner (beschermvrouwe van de stad)                         | Kuurpark in Františkovy Lázně                               |                                          |
| 1906 | Monument met bronzen buste van Johann Wolfgang von Goethe                       | Kuurpark in Františkovy Lázně                               |                                          |
| 1906 | Bronzen monument voor Adalbert Stifter                                          | Horní Planá                                                 |                                          |
|      | Buste van Angelo Neumann (zanger en directeur van het Praagse Statentheater)    | Foyer van het Nationaal Theater                             |                                          |
|      | Crypte van familiegraf van Wilfert                                              | Begraafplaats in Cheb                                       | samen met zijn vader Karl Wilfert starší |
|      | Piëta en portaal van marmer en graniet van familiegraf van de familie Catinelli | Begraafplaats in Cheb                                       |                                          |
|      | Monument voor de gevallenen van de Eerste Wereldoorlog                          | Chyše                                                       |                                          |
|      | Monument voor de gevallenen van de Eerste Wereldoorlog                          | Nový Kostel                                                 |                                          |
|      | Monument voor de gevallenen van de Eerste Wereldoorlog van zandsteen en brons   | Hranice                                                     |                                          |
|      | Monument voor de gevallenen van de Eerste Wereldoorlog met zittende ridder      | Lázně Kynžvart                                              |                                          |
|      | Monument voor keizerin Elisabeth van marmer                                     | Kuurpark in Františkovy Lázně, thans in Feldafing (Beieren) |                                          |
|      | Grafbeelden van verwoeste begraafplaats                                         | Horní Lomany, thans in het museum van Cheb                  |                                          |

## Niet-bewaarde werken
| Jaar | Werk                                                                              | Locatie           | Opmerkingen                                 |
| ---- | --------------------------------------------------------------------------------- | ----------------- | ------------------------------------------- |
|      | Monument voor de grondlegger van Esperanto (Lejzer Zamenhof) van graniet en brons | Františkovy Lázně | vernield in 1939                            |
|      | Monument voor Duitse ridder                                                       | Chomutov          | gesloopt in 1945; granieten sokkel resteert |
|      | Bronzen beelden van Atlants en Kariatiden                                         | Zoutbron in Cheb  |                                             |

## Galerij

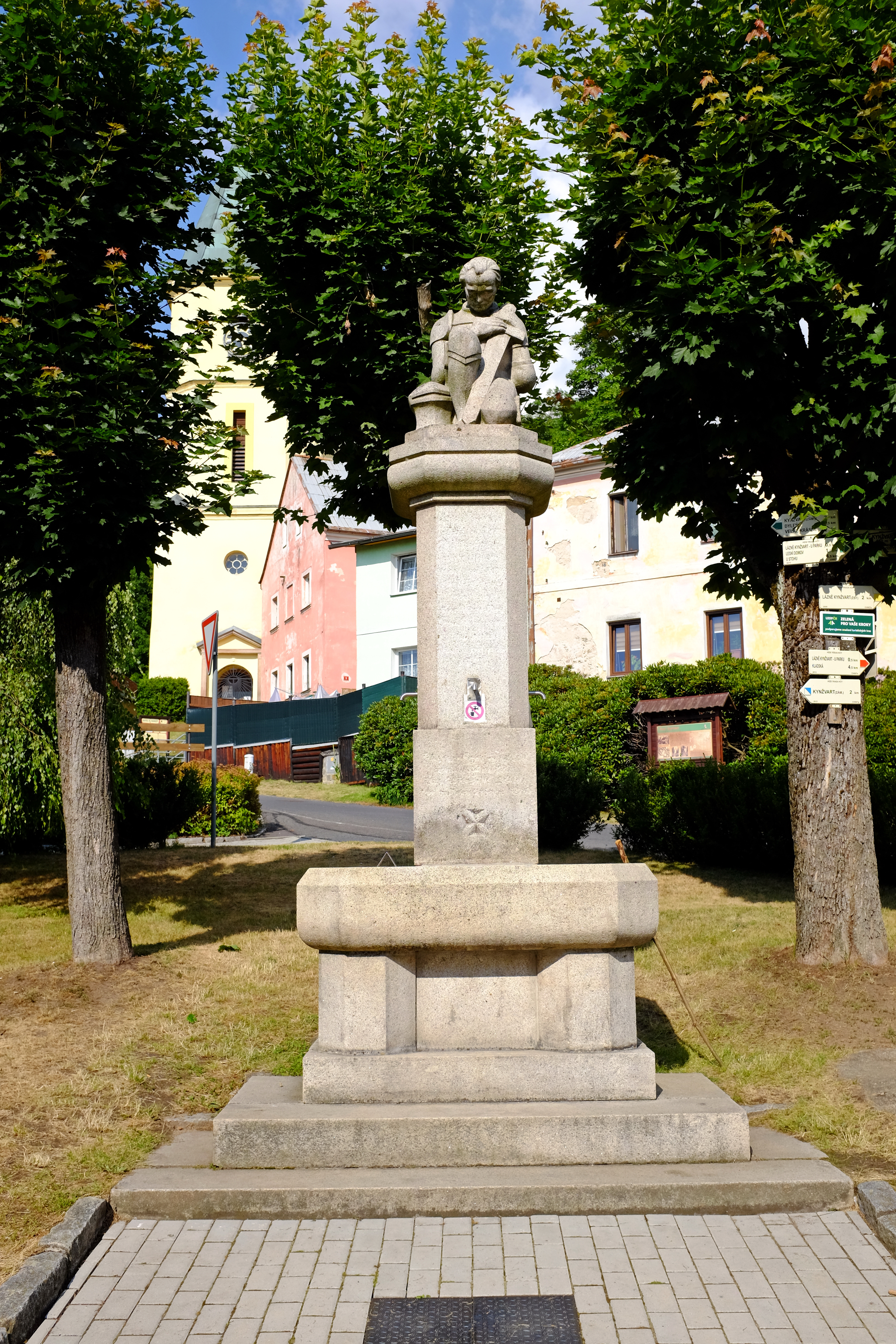
Zittende ridder in Lázně Kynžvart
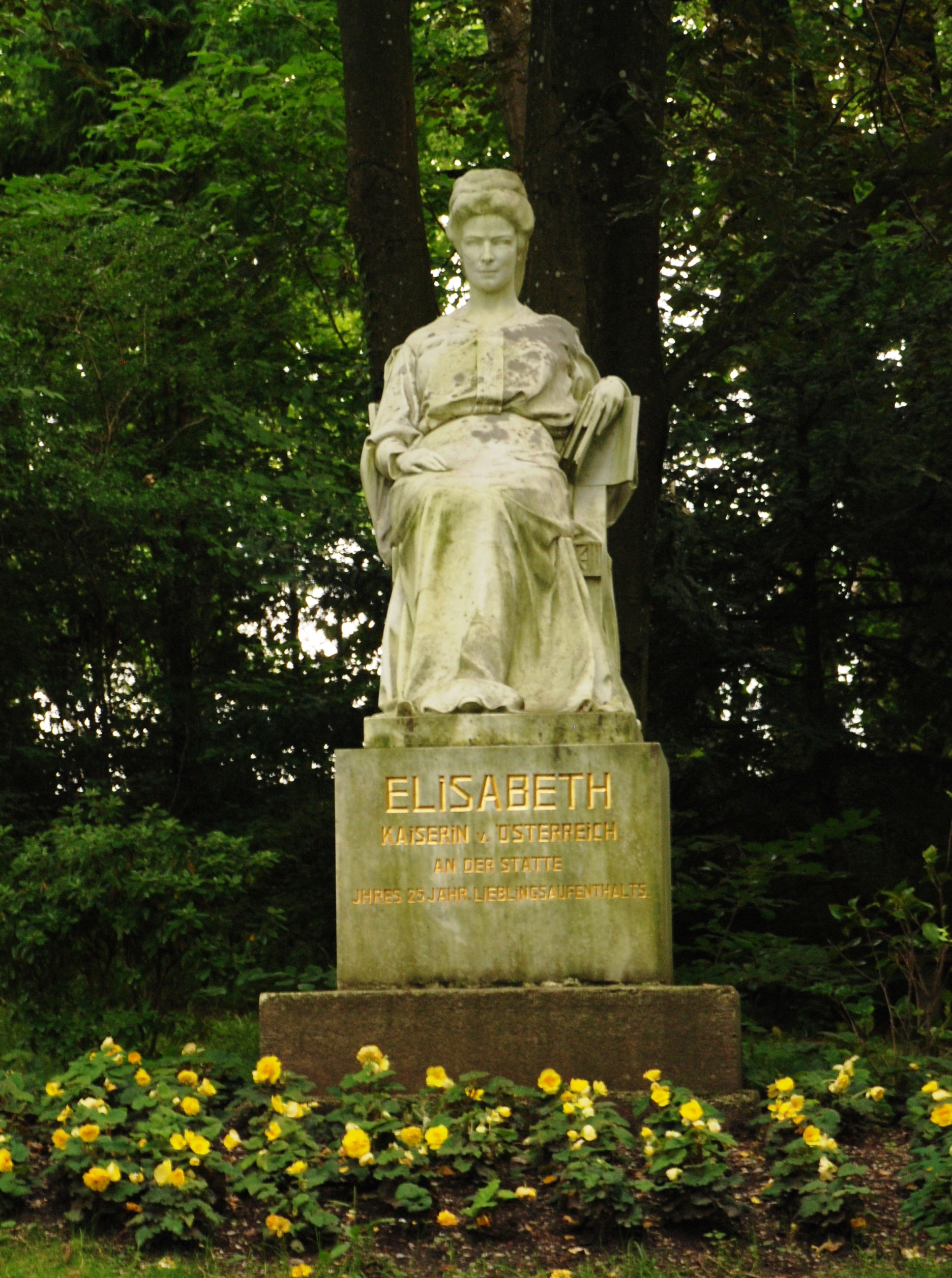
Monument voor keizerin Elisabeth in Feldafing
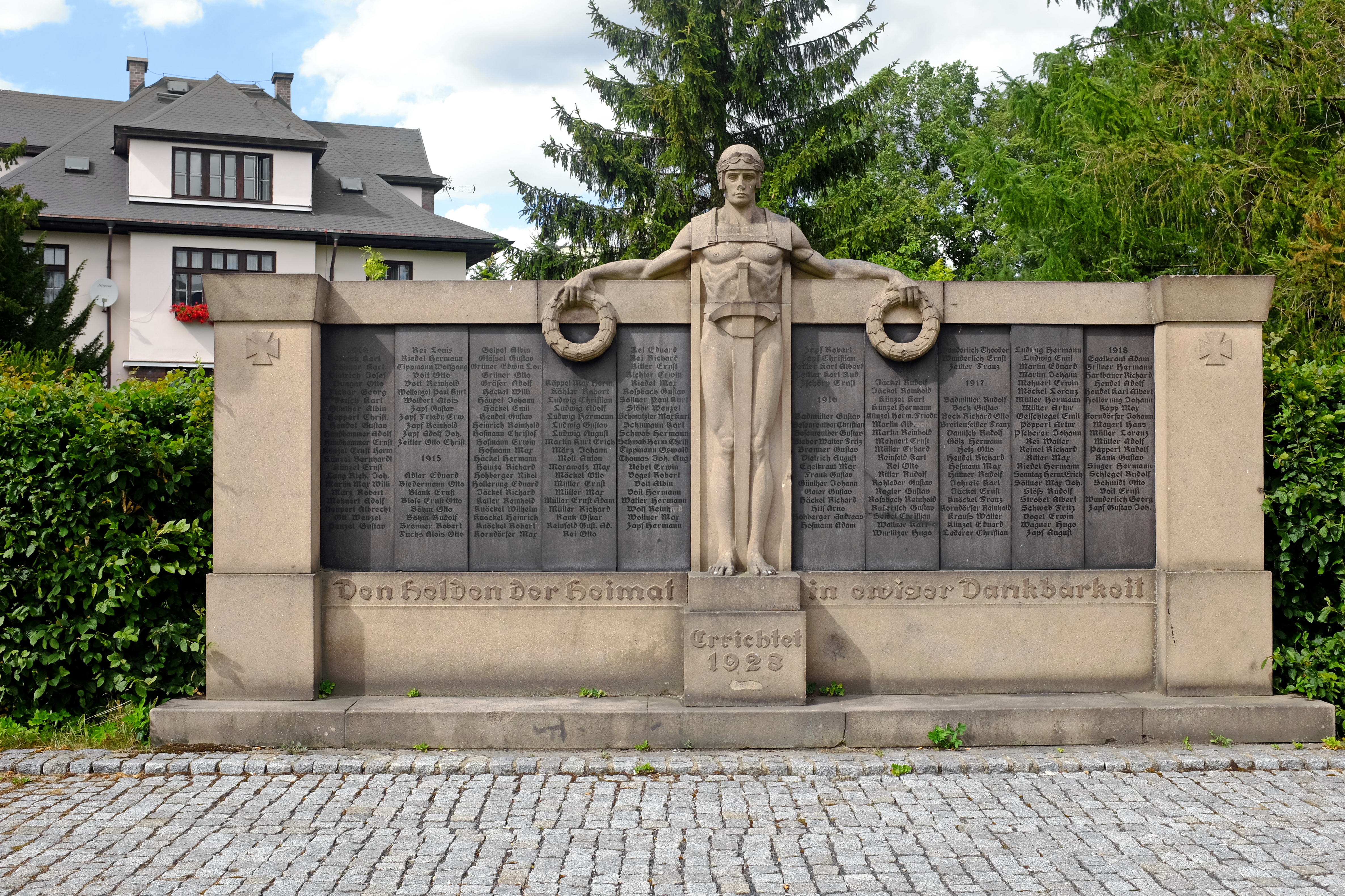
WOI-monument in Hranice
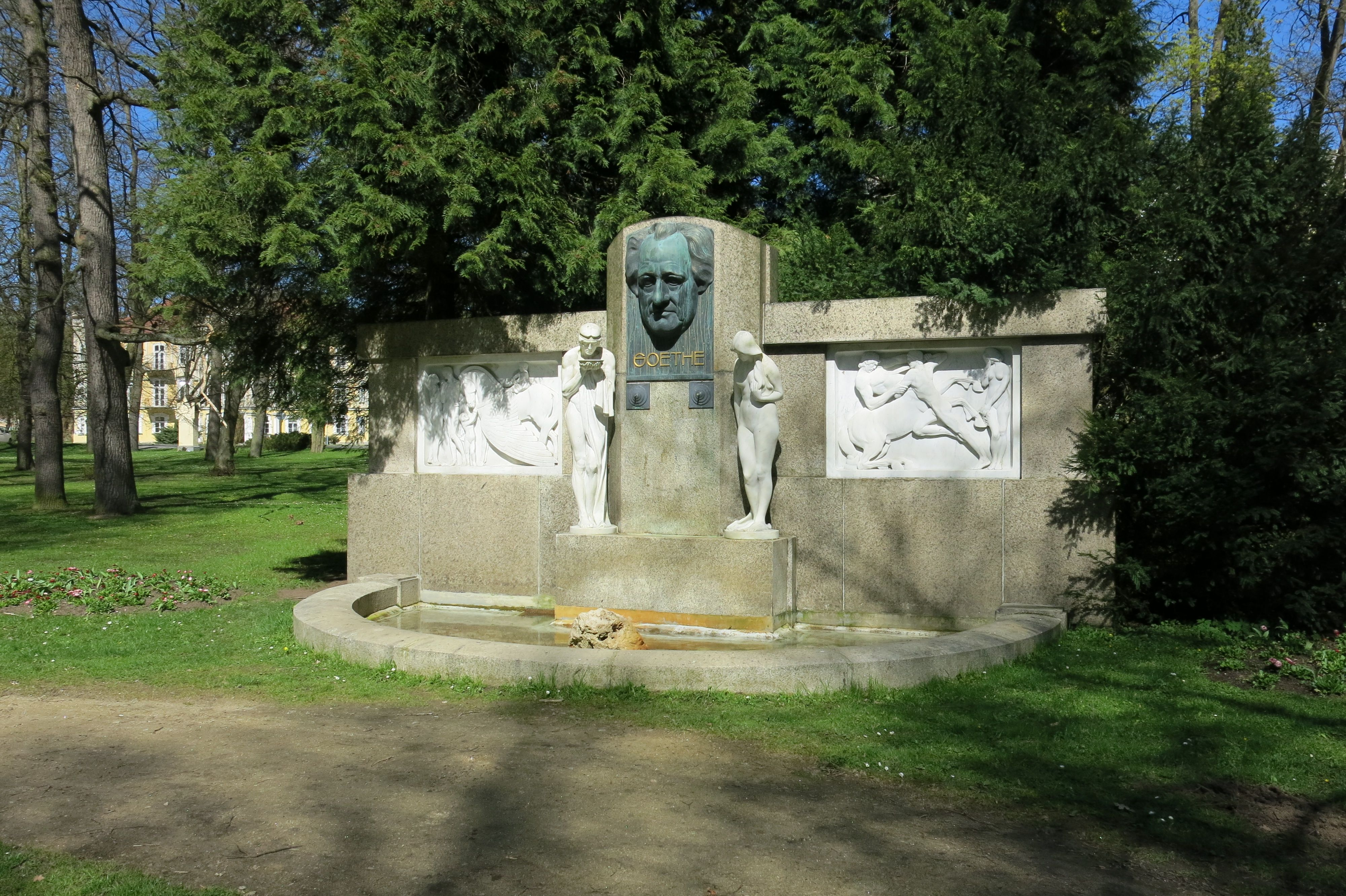
Monument voor Goethe in Františkovy Lázně